# 대흥 백씨
대흥 백씨(大興白氏)는 충청남도 예산군 대흥면을 본관으로 하는 한국의 성씨이다. 시조는 백임지(白任至)다.

## 역사
대흥 백씨(大興白氏)는 대흥 토성 (李·韓·白) 중 하나다. 대흥 백씨의 선계는 상사직장동정(尙事直長同正)을 지낸 직산 백씨 백가적(白可績)이다. 백가적은 또한 남포 백씨의 선조인 신라 간관(諫官) 백중학(白仲鶴)과 백탁(白卓)의 후손이므로 남포 백씨와 대흥 백씨는 결국 동조(同祖)의 후손이다. 
시조 경렬공 백임지(白任至, 1131년 ~ 1191년)는 고려 문종 때 상사직장동정(尙事直長同正)을 지낸 백가적(白可績)의 5세손으로 고려 의종 때 내순검군(內巡檢軍)으로 왕을 시종한 공으로 대정(隊正)이 되었다. 조위총의 난에 공을 세우고 우군지병마사에 올랐다가 곧 대장군에 오르고 공을 세워 지형부사에 자금어대를 하사받고, 상장군을 거쳐 형부상서, 병부상서에 오르고 1188년(무신년)에는 추밀원부사 공부상서를 거쳐 지추밀원사 이부상서 태자빈객에 올랐으며 1190년(경술년)에 지문하성사 공부상서에 임명되었다. 1191년(고려 명종 21년) 2월22일 61세로 서거하였는데 왕이 조문관을 보내어 애도하고 시호를 경렬(景烈)이라 내렸으며 3월12일에 예장하였다. 고려사에 백임지 전기가 있고 묘지명은 국립박물관에 소장되어 있다.

## 본관 연혁
대흥(大興)은 충청남도 예산군(禮山郡) 대흥면(大興面)이다.
삼국시대에는 백제의 임존성(任存城) 혹은 금주(今州)라 불렸다. 757년(경덕왕 16)에 임성군(任城郡)으로 개칭하여 웅주(熊州)의 관할로 하였고, 청무현(靑武縣, 靑陽)과 고산현(孤山縣)을 영현으로 하였다. 940년(고려 태조 23)에 대흥군(大興郡)으로 바꾸고, 1018년(현종 9) 홍주의 속현이 되었다가, 1172년(명종 2) 감무를 두었다. 1413년(태종 13)에는 대흥현(大興縣)이 되었고, 1682년(숙종 7) 대흥군으로 승격하였다. 1895년(고종 32) 홍주부 대흥군이 되었다가 1896년 충청남도 관내로 되었다. 1914년 예산군, 덕산군과 함께 예산군으로 통합되었다.

## 인물
- 백사유(白思柔) : 973년(광종 24) 과거에 장원 급제하여 벼슬이 한림학사에 이르렀다. 991년(성종 10) 송나라에 사신으로 다녀왔으며, 993년과 995년, 두 차례에 걸쳐 예부시(禮部試)의 지공거(知貢擧)를 지냈다.
- 백문보(白文寶, 1303년 ~ 1374년)는 고려 후기의 문신이다. 자는 화부(和父), 호는 담암(淡庵), 시호는 충간(忠簡)이다. 우왕 때 정당문학(政堂文學)에 이르러 직산군(稷山君)[1]에 봉해졌다
- 백원발(白源發, 1597년 ~ 1671년) : 조선 중기 유학자. 자는 자장(子長)이고, 호는 양몽재(養蒙齋)이다. 조부는 족한당(足閒堂) 백인국(白仁國)이고, 부친은 백민수(白民秀)이며, 모친은 금위(禁衛) 황응하(黃應河)의 딸 평해황씨(平海黃氏)이다. 유고로 『양몽재일고(養蒙齋逸稿)』가 전하는데, 『양몽재일고』는 1909년(융희 3) 후손 백조운(白肇運)이 백인국의 『족한당선생문집(足閒堂先生文集)』과 백원발의 아들 백세흥(白世興)의 『율은문집(栗隱文集)』을 함께 엮어 간행한 『원고세고(元皐世稿)』에 실려 있다.
- 백세흥(白世興, 1630년 ~ 1699년) : 조선 중기의 문신. 자는 가원(可遠). 호는 율은(栗隱). 원발(源發)의 아들이며, 어머니는 영양남씨(英陽南氏)로 경훈(慶薰)의 딸이다. 1652년(효종 3) 진사시에 합격, 성균관에 들어갔는데 복상(服喪) 문제로 상소를 올리려 하다가 왕의 노여움을 사게 되자 귀향하여 학문연구에 힘썼다. 1675년(숙종 1) 문과에 급제, 봉상시겸성균관학유(奉常寺兼成均館學諭)에 제수되었다. 그 뒤 양현고봉사(養賢庫奉事)·성균관전적 등을 지냈다. 1678년 이후에는 해남현감·강진현감·평해현감 등에 재임하면서 검약한 생활과 애민정신(愛民精神)으로 존경을 받았다. 저서로 『율은문집』이 있다.
- 백호운(白灝運, 1809년 ~ 1883년) : 조선 후기 유학자. 자는 성순(聖淳)이고, 호는 하포(霞浦)이다. 영해(寧海) 출신이다. 부친은 백거당(白居唐)이다. 퇴계학파(退溪學派) 중 학봉(鶴峰) 김성일(金誠一)을 필두로 한 학봉학단(鶴峰學團)의 일원이다. 1836년(헌종 2) 향시에 합격한 후, 회시를 보기 위해 서울로 상경하였다. 그러나 당시 서울에 전염병이 돌고 기근에 굶주린 사람들이 많은 모습을 보고, 자신이 가진 노잣돈을 털어 불쌍한 사람들을 구휼하는 데 다 써 버려서 과거에 응시하지 못하였다. 흥선대원군이 집정할 당시, 대원군에게 과거제도와 붕당의 폐단을 지적하여 칭찬을 받았다. 저서로 1962년 2권 1책으로 간행된 『하포문집(霞浦文集)』이 있다.
- 백규(1844년 ~ 1897년) : 조선 말기 학자. 자는 사진(士眞), 호는 경암(敬庵) 또는 학우헌(鶴于軒). 다른 이름은 백순덕(白淳悳)이다. 가선대부돈녕부동돈녕 겸 동지경연의금부사(嘉善大夫敦寧府同敦寧兼同知經筵義禁府事) 백동기(白東基)의 아들이며, 어머니는 영양 남씨(英陽南氏)로 남범수(南範壽)의 딸이다. 유치명(柳致明)·김흥락(金興洛)의 문인이다. 효렴(孝廉)과 학행(學行)으로 경상감사 조강하(趙康夏)의 천거를 받았으나 등용되지 못하자 학문에만 힘썼다. 경학(經學)·성리학에 정통하였을 뿐만 아니라 선학(禪學)·음양(陰陽)·의복(醫卜) 등에도 밝았다. 「유석문답(儒釋問答)」·「강약절목(講約節目)」·「전심구학잠(專心求學箴)」·「인자변시제생(人字辨示諸生)」 등 많은 저술을 남겼다. 이만도(李晩燾)·한장석(韓章錫)·조강하·한광수(韓光洙)·유석 등 명공거경(名公巨卿)들과 교유하면서 후진교육에 힘썼다. 저서로는 『경암문집』이 있다.
- 백중각(白重珏, 1867년 ∼ 1936년) : 조선 말기 유학자. 자는 사중(四重)이고, 호는 천산재(天山齋)이다. 영해(寧海) 출신이다. 직산부원군(稷山府院君) 백문보(白文寶)의 후손이다. 유고로 장병규(張炳逵)가 간행한 2권 1책의 시문집 『천산재일집(天山齋逸集)』이 전한다.
- 백의석(白義石, 1920년 ~ ) : 대한삼락회 대구시지부 고문
- 백운학(白雲鶴, 1939년 ~ ) : 영남대학교 사대 교육학과 교수

## 과거 급제자
대흥 백씨는 조선시대 문과 급제자 3명, 무과 급제자 4명을 배출하였다.
고려 문과
백사유(白思柔) 백유(白曘) 백문보(白文寶)
문과
백사윤(白思潤) 백세흥(白世興) 백해운(白海運)
무과
백몽룡(白夢龍) 백몽린(白夢麟) 백사언(白士彦) 백중립(白中立)
생원시
백경(白暻) 백세흥(白世興) 백시승(白始升) 백태형(白兌亨) 백표(白彪) 백현룡(白見龍)
진사시
백기동(白基東) 백미량(白眉良) 백진흥(白震興) 백훤(白暄)

## 인구
- 1985년 278가구 1,200명
- 2000년 399가구 1,280명
- 2015년 4,041명

## 항렬표
| 23세   | 24세     | 25세     | 26세     | 27세         | 28세     | 29세     | 30세     | 31세     | 32세     | 33세     | 34세   | 35세   | 36세   | 37세   | 38세 |
| ------ | -------- | -------- | -------- | ------------ | -------- | -------- | -------- | -------- | -------- | -------- | ------ | ------ | ------ | ------ | ---- |
| 口(聃) | 사口(思) | 口옥(玉) | 거口(居) | 口원운(遠運) | 중口(重) | 口진(鎭) | 순口(淳) | 口운(雲) | 종口(種) | 口열(烈) | 口(圭) | 口(善) | 口(口) | 口(口) | -    |

## 같이 보기
- 남포 백씨

## 주해
1. ↑   본관이 미상(未詳)으로 되어 있다.
2. ↑   본관이 직산으로 되어 있다.